# Lake Providence
Lake Providence é uma cidade  localizada no estado americano de Luisiana, na Paróquia de East Carroll.

## Demografia
Segundo o censo americano de 2000, a sua população era de 5104 habitantes.
Em 2006, foi estimada uma população de 4542, um decréscimo de 562 (-11.0%).

## Geografia
De acordo com o United States Census Bureau tem uma área de
9,4 km², dos quais 9,3 km² cobertos por terra e 0,1 km² cobertos por água. Lake Providence localiza-se a aproximadamente 32 m acima do nível do mar.

## Localidades na vizinhança
O diagrama seguinte representa as localidades num raio de 28 km ao redor de Lake Providence.